# Komodo Nemzeti Park
A Komodo Nemzeti Parkot Indonéziában, az indonéz szigetvilágnak a Wallace-vonal és a Weber-vonal közötti három szigetén:
- Komodo,

- Rinja és

- Padar

alakították ki. Területe 219 322 hektár.
Nevét a Föld legnagyobb gyíkjáról, az itt élő komodói varánuszról kapta.
A Padar-sziget Labuan Bajótól, a Flores-sziget legnyugatibb halászfalutól körülbelül 30 kilométerre található. Rozsdásvörös vulkáni dombjain szavanna nő, három öblében fehér, fekete, illetve rózsaszín homokos strandokat találunk. A szigetet korallzátonyok veszik körül.